# Vindicator Cars

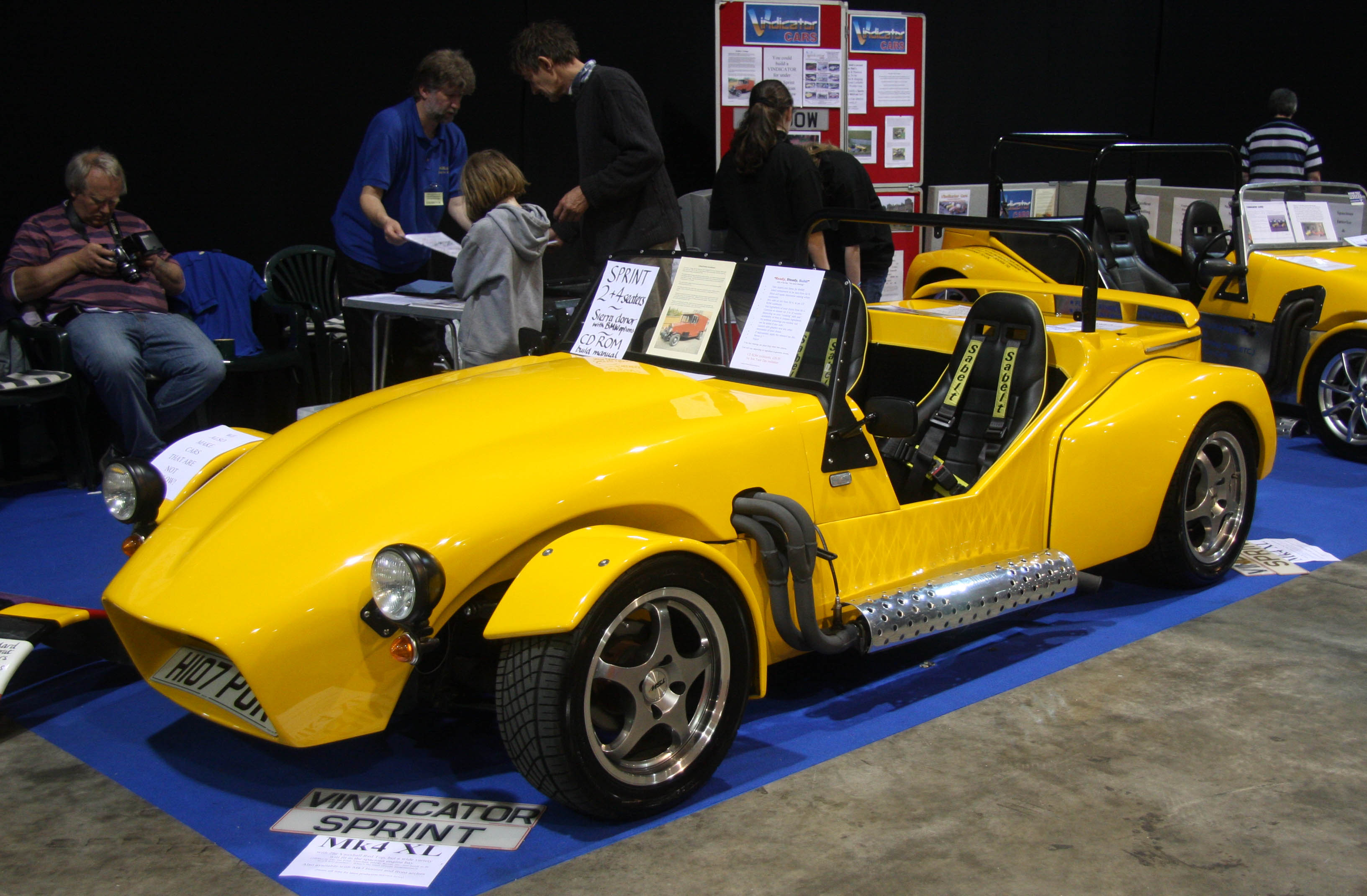
Vindicator Sprint

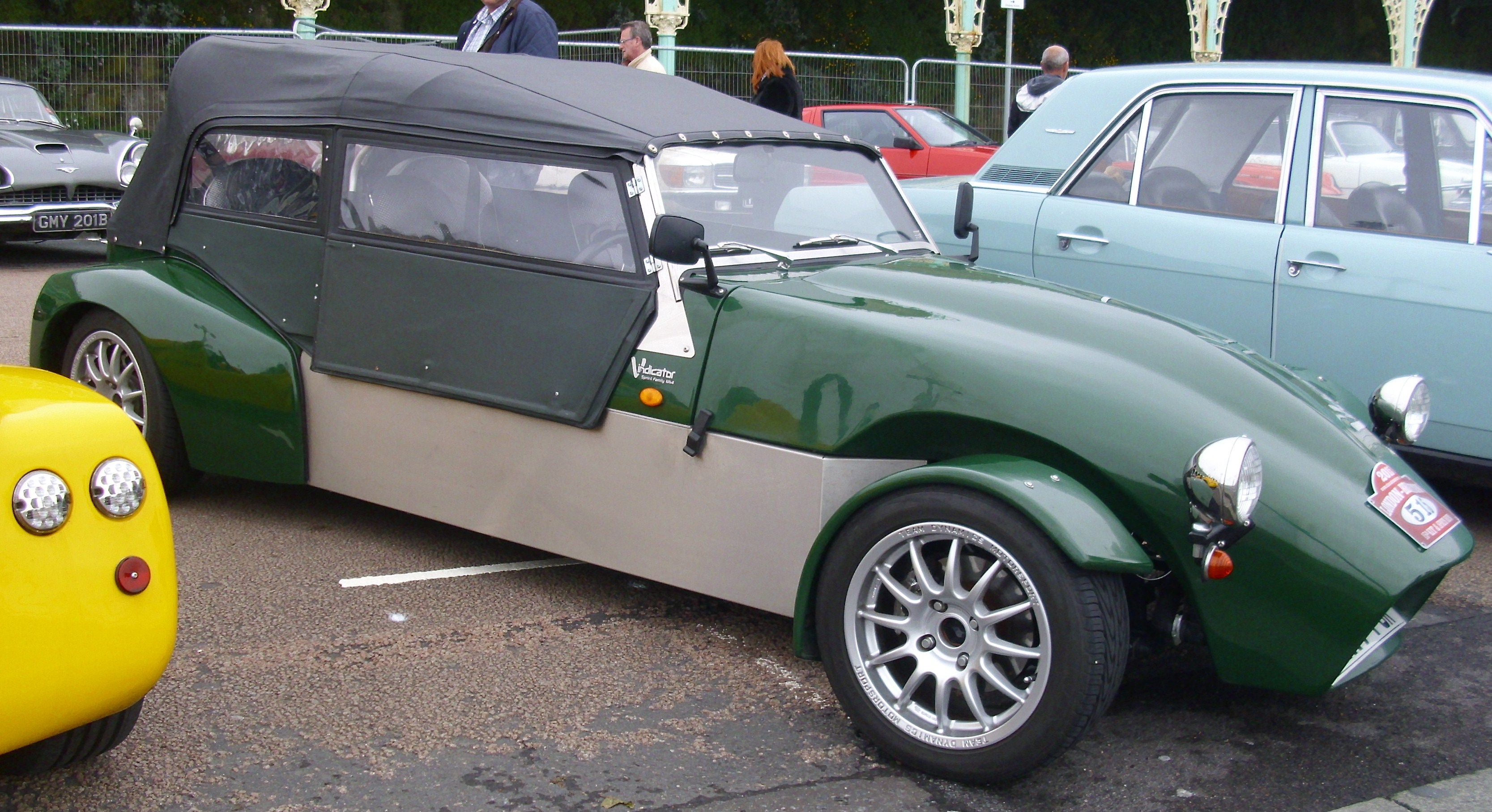
Vindicator Family

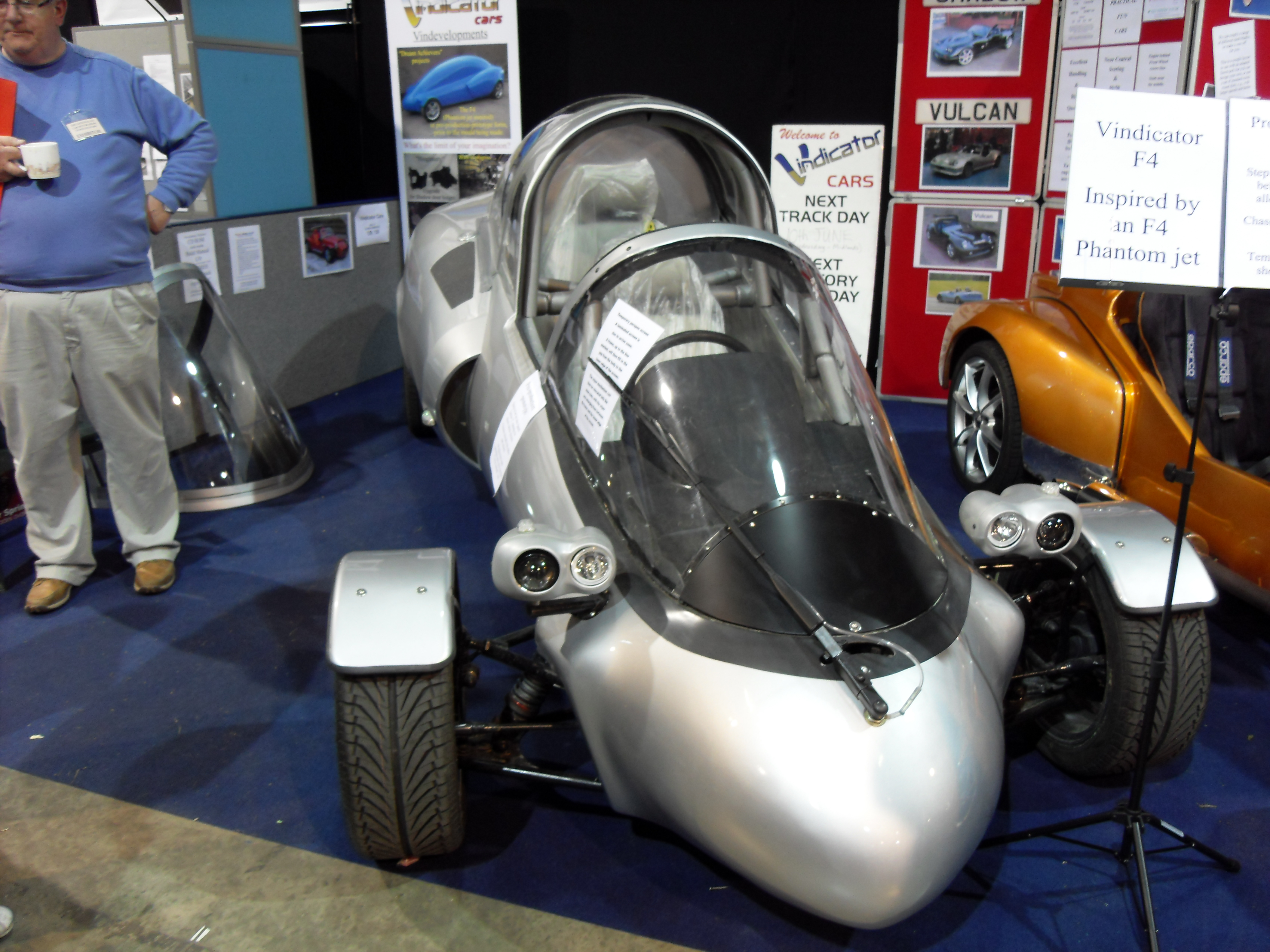
Vindicator F 4

Vindicator Cars war ein britischer Hersteller von Automobilen.

## Unternehmensgeschichte
Roger Lea gründete 1989 das Unternehmen in Hagley in der Grafschaft Worcestershire. Er begann mit der Produktion von Automobilen und Kits. Der Markenname lautete Vindicator. 1999 übernahmen John Butler und Alan Taylor das Unternehmen. Wenig später schied Taylor aus. 2004 erfolgte der Umzug nach Halesowen und später nach Lye, beides in West Midlands. Insgesamt entstanden etwa 189 Exemplare. 2017 wurde das Unternehmen aufgelöst.

## Fahrzeuge
Erste Modell war das Concept Coupé. Dies war ein zweisitziges Coupé. Besonderheit war das Dach, das wie beim Bond Bug das vorne öffnete. Obwohl von 1989 bis 1991 im Angebot, blieb es ein Einzelstück.
Der davon abgeleitete SR von 1991 entstand ebenfalls nur ein Mal.
Ab 1991 stand das bestverkaufte Modell Sprint im Angebot. Er ähnelte dem Lotus Seven. Auf ein spezielles Fahrgestell bzw. ab 1994 auf einen Spaceframe-Rahmen wurde eine offene zweisitzige Karosserie aus Aluminium montiert. Lediglich Kotflügel, Kofferraumdeckel und das vordere Teil der Karosserie bestanden aus Fiberglas. Viele Teile kamen anfangs vom Ford Cortina und Ford Sierra. Hiervon entstanden etwa 150 Exemplare.
Der Shadow wurde erstmals 1995 auf einer Kit-Car-Show in Stoneleigh präsentiert und stand ab 1997 im Angebot. Dies war ein Roadster. Dieses Modell fand etwa zehn Käufer.
Der davon abgeleitete Vulcan war etwas sportlicher ausgelegt. Von diesem Modell entstanden ab 1998 etwa sechs Exemplare.
Der Family, die viersitzige Ausführung des Sprint, fand ab 2003 etwa 20 Käufer.
Der F 4 erschien 2008. Er hatte viele Teile vom Ford Mondeo. Er bot zwei Personen hintereinander Platz. Der Hersteller sah eine Ähnlichkeit zu einem Phantom-F-4-Kampfflugzeug.
2010 wurde die Produktion der Modelle Veleno und Predator von Auto Speciali übernommen. Dies waren optische eigenständige Sportwagen. Der Predator war nur als Komplettfahrzeug erhältlich.